# Stipagrostis paradisea
Stipagrostis paradisea là một loài thực vật có hoa trong họ Hòa thảo. Loài này được (Edgew.) De Winter miêu tả khoa học đầu tiên năm 1963.